# Juno Awards 2023
Die Juno Awards 2023 wurden am 13. März 2023 im Rogers Place, Edmonton, Alberta verliehen. Insgesamt ist es die zweite Juno-Verleihung, die in Edmonton stattfand. Die erste war 2004. Die Moderation übernahm wie im Vorjahr der kanadische Schauspieler Simu Liu.
Die Auszeichnungen werden von der Canadian Academy of Recording Arts and Sciences (CARAS) vergeben. Gewürdigt werden die Leistungen einheimischer Musiker und die Erfolge ausländischer Musiker in Kanada im vorherigen Jahr.
Die meisten Preise gewann The Weeknd mit insgesamt fünf Awards. Mit sechs Nominierungen führte er auch diese Liste an, dicht gefolgt von Avril Lavigne und Tate McRae, die beide je fünf Mal nominiert waren. Es war das dritte Mal nach den Juno Awards 2016 und 2021, dass er sechs Mal nominiert war.

## Hintergrund
Die Nominierungen wurden am 31. Januar 2023 verkündet. Entgegen der üblichen Vorgehensweise wurden die Preise an einem Montag verliehen. Ursprünglich war der 12. März 2023 angedacht, doch an diesem Tag fand die Oscarverleihung 2023 statt, mit der man nicht konkurrieren wollte. Am 13. März wurden die Hauptpreise verliehen. Die meisten Awards wurden jedoch am 11. März 2023 im Rahmen einer Gala verliehen.
Die Hauptverleihung am 12. März wurde von CBC Television übertragen und von CBC Gem gestreamt.

## Kontroverse
Als Avril Lavigne AP Dhillon ankündigte, stürmte eine barbusige Demonstrantin die Bühne. Auf ihrem Körper stand der Schriftzug „Save the Green Belt“ geschrieben. Der Protest bezog sich vermutlich auf Pläne der Regierung Ontarios, geschützte Gebiete in Wohnraum umzuwandeln. Lavigne sagte ihr, sie solle sich „verpissen“ („get the f–k off“). Die Demonstrantin wurde danach von einem Sicherheitsbeauftragten abgeführt und später wegen „public mischief“ (etwa „öffentliche Ruhestörung“) angeklagt.

## Liveauftritte
| Künstler                                                        | Lieder                                                                                       |
| --------------------------------------------------------------- | -------------------------------------------------------------------------------------------- |
| Tate McRae                                                      | she's all I wanna be                                                                         |
| AP Dhillon                                                      | Summer High                                                                                  |
| Tenille Townes                                                  | Where are You The Sound of Being Alone                                                       |
| Alexisonfire                                                    | Sans soleil                                                                                  |
| Aysanabee with Northern Cree                                    | We Were Here (It's in My Blood)                                                              |
| Bank & Ranx with Preston Pablo, Rêve                            | Headphones Flowers Need Rain CTRL + ALT + DEL                                                |
| Jessie Reyez                                                    | Mutual Friend                                                                                |
| Michie Mee with Kardinal Offishall Dream Warriors Choclair TOBi | 50 Years of Hip-Hop Jamaican Funk My Definition of a Bombastic Jazz Style Let's Ride Flowers |
| Nickelback                                                      | Rockstar How You Remind Me Animals                                                           |

## Gewinner und Nominierte

### Personen
| Artist of the Year/Artiste de l’année | Group of the Year/Groupe de l’année |
| --- | --- |
| The Weeknd - Michael Bublé - Avril Lavigne - Shawn Mendes - Lauren Spencer-Smith | Arkells - Arcade Fire - Billy Talent - Metric - The Reklaws |
| Breakthrough Artist of the Year/Révélation de l’année (artiste) | Breakthrough Group of the Year/Révélation de l’année (groupe) |
| Preston Pablo - Dax - Devon Cole - RealestK - Rêve | Banx & Ranx - Harm & Ease - Rare Americans - Tommy Lefroy - Wild Rivers |
| Fan Choice/Choix du public | Songwriter of the Year/Auteur-compositeur de l’année |
| Avril Lavigne - Tate McRae - Shawn Mendes - Preston Pablo - Mackenzie Porter - The Reklaws - Rêve - Tyler Shaw - Lauren Spencer-Smith - The Weeknd | Abel Tesfaye – Less Than Zero, Out of Time, Sacrifice - Faouzia – Anybody Else, Puppet, RIP, Love - Tate McRae – Chaotic, Feel Like Shit, She's All I Wanna Be - Tenille Townes – The Last Time, When You Need It, When's It Gonna Happen - Tobi – Before We Panic, Flowers, Move |
| Producer of the Year/Réalisateur de l’année | Recording Engineer of the Year/Ingénieur du son de l’année |
| Akeel Henry – For Tonight (Giveon), Splash (John Legend) - Banx & Ranx – Ctrl + Alt + Del (Rêve), Dynamite (Sean Paul feat. Sia) - Kaytranada – dog food (IDK), Iced Tea (Joyce Wrice and Kaytranada) - Mike Wise – 10 Things I Hate About You (Leah Kate), Yuck (Charli XCX) - Murda Beatz – California Breeze (Lil Baby), Have Mercy (Chlöe) | Serban Ghenea – That's What I Want (Lil Nas X), Unholy (Sam Smith feat. Kim Petras) - Derek Hoffman – My Body (Lili-Ann De Francesco), Stronger Than You Know (The East Pointers) - George Seara – Hell/Heaven (Keshi), It'll Be Okay (Shawn Mendes) - Gus van Go – Grow Up Tomorrow (The Beaches), What Feels Like Eternity (Metric) - Jason Dufour – She Don't Know (Jade Eagleson), The Old Me (Ria Mae) |

### Alben
| Album of the Year/Album de l’année | International Album of the Year/Album international de l’année |
| --- | --- |
| The Weeknd – Dawn FM - Ali Gatie – Who Hurt You? - Avril Lavigne – Love Sux - Tate McRae – I Used to Think I Could Fly - Nav – Demons Protected by Angels | Harry Styles – Harry's House - Lil Nas X – Montero - Ed Sheeran – = - Taylor Swift – Midnights - Taylor Swift – Red (Taylor's Version) |
| Country Album of the Year/Album country de l’année | Adult Alternative Album of the Year/Album adulte alternatif de l’anné |
| Tenille Townes – Masquerades - Jade Eagleson – Honkytonk Revival - High Valley – Way Back - Orville Peck – Bronco - The Reklaws – Good Ol' Days | The Sadies – Colder Streams - Altameda – Born Losers - Basia Bulat – The Garden - Dan Mangan – Being Somewhere - The Weather Station – How Is It That I Should Look at the Stars |
| Alternative Album of the Year/Album alternatif de l’anné | Pop Album of the Year/Album pop de l’année |
| Alvvays – Blue Rev - Luna Li – Duality - OMBIIGIZI – Sewn Back Together - PUP – The Unraveling of PUPTheBand - Tanya Tagaq – Tongues | The Weeknd – Dawn FM - Alessia Cara – In the Meantime - Carly Rae Jepsen – The Loneliest Time - Avril Lavigne – Love Sux - Tate McRae – I Used to Think I Could Fly |
| Rock Album of the Year/Album rock de l’année | Vocal Jazz Album of the Year/Album de jazz vocal de l’année |
| Alexisonfire – Otherness - Billy Talent – Crisis of Faith - Nickelback – Get Rollin’ - The Sheepdogs – Outta Sight - Three Days Grace – Explosions | Caity Gyorgy – Featuring - Laura Anglade and Sam Kirmayer – Venez donc chez moi - The Ostara Project – The Ostara Project - Diana Panton – Blue - Nikki Yanofsky – Nikki by Starlight |
| Jazz Album of the Year (Solo)/Album jazz de l’année (solo) | Jazz Album of the Year (Group)/Album jazz de l’année (groupe) |
| Renee Rosnes – Kinds of Love - Ernesto Cervini – Joy - Luis Deniz – El Tinajon - Lauren Falls – A Little Louder Now - Rafael Zaldivar – Rumba | Florian Hoefner Trio – Desert Bloom - Andrew Rathbun Quintet – Semantics - BadBadNotGood – Talk Memory - Carn Davidson 9 – The History of Us - Mark Kelso and the Jazz Exiles – The Dragon's Tail |
| Instrumental Album of the Year/Album instrumental de l’année | Album francophone de l’année |
| Esmerine – Everything Was Forever Until It Was No More - Jean-Michel Blais – Aubades - The Canadian Brass – Canadiana - Hard Rubber Orchestra – Iguana - Stephan Moccio – Lionheart | Les Louanges – Crash - Daniel Bélanger – Mercure en mai - Lisa Leblanc – Chiac Disco - Hubert Lenoir – PICTURA DE IPSE: Musique directe - Ariane Roy – Medium plaisir |
| Children’s Album of the Year/Album jeunesse de l’année | Classical Album of the Year (Solo Artist)/Album classique de l’année (solo) |
| Walk Off the Earth and Romeo Eats – Walk Off the Earth and Romeo Eats, Vol. 2 - Beppie – Nice to Meet You - Jeremy and Jazzy – Say Hello - Maestro Fresh Wes and Keysha Freshh – Maestro Fresh Wes Presents: Julia the Great - Splash’N Boots – I Am Love | Philip Chiu – Fables - Isabel Bayrakdarian – La Zingarella: Through Romany Songland - James Ehnes – Bach: Sonatas and Partitas for Solo Violin - David Jalbert – Prokofiev: Piano Sonatas - Bruce Liu – Winner of the 18th International Fryderyk Chopin Piano Competition Warsaw 2021 |
| Classical Album of the Year (Large Ensemble)/Album classique de l’année (grand ensemble) | Classical Album of the Year (Small Ensemble)/Album classique de l’année (petit ensemble) |
| Orchestre de l'Agora conducted by Nicolas Ellis featuring Marina Thibeault – Viola Borealis - The Elora Singers conducted by Mark Vuorinen – Radiant Dawn: Music for Advent and Christmas - Ensemble Vocal Arts-Quebec conducted by Matthias Maute featuring Karina Gauvin – Handel: Messiah, HWV 56, Ensemble Caprice - I Musici de Montréal conducted by Jean-Marie Zeitouni – Richard Strauss: Metamorphosen – Arvo Pärt: Symphonie No. 4 Los Angeles - National Arts Centre Orchestra conducted by Alexander Shelley – Clara – Robert – Johannes: Lyrical Echoes | Elinor Frey and Rosa Barocca conducted by Claude Lapalme – Early Italian Cello Concertos - ARC Ensemble – Hemsi: Chamber Works - Andrew Balfour and Musica Intima – Nagamo - Collectif9 – Vagues et ombres - Suzie LeBlanc, Marie Nadeau-Tremblay, Vincent Lauzer and Sylvain Bergeron – De la cour de Louis XIV à Shippagan! Chants traditionnels acadiens et airs de cour du XVIIe siècle |
| Contemporary Indigenous Artist or Group of the Year/Artiste ou groupe autochtone contemporain de l’année | Traditional Indigenous Artist of the Year/Artiste ou groupe autochtone traditional de l’année |
| Digging Roots – Zhawenim - Susan Aglukark – The Crossing - Aysanabee – Watin - Indian City – Code Red - Julian Taylor – Beyond the Reservoir | The Bearhead Sisters – Unbreakable - Cikwes – Kâkîsimo ᑳᑮᓯᒧᐤ - Iva and Angu – Katajjausiit - Northern Cree – Ôskimacîtahowin: A New Beginning - Joel Wood – Mikwanak Kamôsakinat |
| Rap Album/EP of the Year / Album/maxi rap de l’année | Contemporary Roots Album of the Year/Album roots contemporain de l’année |
| Tobi – Shall I Continue? - Boslen – Gonzo - Classified – Retrospected (Acoustic) - Jazz Cartier – The Fleur Print (Vol. 2) - Nav – Demons Protected by Angels | The Bros. Landreth – Come Morning - Blackie and the Rodeo Kings – O Glory - The East Pointers – House of Dreams - Fortunate Ones – That Was You and Me - Shakura S'Aida – Hold On to Love |
| Traditional Roots Album of the Year/Album roots traditionnel de l’année | Blues Album of the Year/Album de blues de l’année |
| Pharis and Jason Romero – Tell 'em You were Gold - Allison de Groot and Tatiana Hargreaves – Hurricane Clarice - Mama's Broke – Narrow Line - The McDades – The Empress - Le Vent du Nord – 20 printemps | Angelique Francis – Long River - Harpoonist & The Axe Murderer – Live at the King Eddy - Harrison Kennedy – Thanks for Tomorrow - Spencer Mackenzie – Preach to My Soul - Crystal Shawanda – Midnight Blues |
| Contemporary Christian/Gospel Album of the Year / Album chrétien/gospel contemporain de l’année | Global Music Album of the Year/Album de musique globale de l’année |
| Jordan St. Cyr – Jordan St. Cyr - Dan Bremnes – Into the Wild - Daniel Ojo – Trust - Love and the Outcome – Only Ever Always - Tehillah Worship – The Church Will Rise | Lenka Lichtenberg – Thieves of Dreams - Ghalia Benali, Constantinople and Kiya Tabassian – In the Footsteps of Rumi - Pierre Kwenders – José Louis and the Paradox of Love - Ruby Singh – Vox.Infold - Wesli – Tradisyon |
| Electronic Album of the Year/Album électronique de l’année | Metal/Hard Music Album of the Year/Album de musique métal/hard de l’année |
| Teen Daze – Interior - Rich Aucoin – Synthetic Season One - Mecha Maiko – Not OK - Odonis Odonis – Spectrums - Rezz – Nightmare on Rezz Street 2 Mix | Voivod – Synchro Anarchy - Cancer Bats – Psychic Jailbreak - Get the Shot – Merciless Destruction - Skull Fist – Paid in Full - Wake – Thought Form Descent |
| Adult Contemporary Album of the Year/Album adulte contemporain de l’année | Comedy Album of the Year/Album d’humour de l’année |
| Michael Bublé – Higher - Jann Arden – Descendant - Marc Jordan and Amy Sky – He Sang She Sang - Francois Klark – Adventure Book - Tyler Shaw – A Tyler Shaw Christmas | Jon Dore – A Person Who Is Gingerbread - Zabrina Douglas – Things Black Girls Say: The Album - Courtney Gilmour – Let Me Hold Your Baby - Jackie Pirico – Splash Pad - Matt Wright – Here Live, Not a Cat |

### Lieder und Aufnahmen
| Single of the Year/Single de l’année | Classical Composition of the Year |
| --- | --- |
| The Weeknd – Sacrifice - Avril Lavigne – Bite Me - Tate McRae – She's All I Wanna Be - Shawn Mendes – When You're Gone - Preston Pablo feat. Banx & Ranx – Flowers Need Rain | Bekah Simms – Bestiary I & II - Anthony Tan – An Overall Augmented Sense of Well-Being - Keyan Emami – The Black Fish - Nicole Lizée – Prayers for Ruins - Vincent Ho – Supervillain Études |
| Dance Recording of the Year/Enregistrement dance de l’année | Contemporary R&B Recording of the Year/Enregistrement R&B contemporain de l’année |
| Rêve – Ctrl + Alt + Del - Bob Moses feat. Kasablanca – Afterglow - Grimes – Shinigami Eyes - Loud Luxury feat. Kiddo – These Nights - Rezz – Spiral                          | Jessie Reyez – Yessie - dvsn – If I Get Caught - Adria Kain – When Flowers Bloom - Savannah Ré – WTF - Dylan Sinclair – No Longer in the Suburbs                                            |
| Reggae Recording of the Year | Traditional R&B/Soul Recording of the Year |
| Kirk Diamond feat. Kairo McLean and Finn – Reggae Party - Ammoye – Water - Celena – Like a Star - Exco Levi – Jah Love - Kairo McLean – In the Streets                       | Savannah Ré feat. Dylan Sinclair – Last One - Daniel Caesar feat. BadBadNotGood – Please Do Not Lean - Jon Vinyl – Palisade - Safe – All I Need - TheHonestGuy – How to Make Love           |
| Rap Single of the Year/Single rap de l’année | Underground Dance Single of the Year/Single dance underground de l’année |
| Kaytranada feat. Anderson .Paak – Twin Flame - 6ixbuzz and Pengz – Alejandro Sosa - Dom Vallie – Been Himma - Freddie Dredd – Wrath - Nav – Wrong Decisions                  | Greg Gow – I Knew Techno - Bensley – Debonair - Blond:ish feat. Cameron Jack – Aye Aye - Fred Everything – The Time Is (Now) - Tiga – Easy                                                  |

### Weitere
| Album Artwork of the Year/Graphisme d’album de l’anné | Music Video of the Year/Vidéoclip de l’anné |
| --- | --- |
| Ian Ilavsky (Art Director and Designer), Maciek Szczerbowski (Illustrator) – Everything Was Forever Until It Was No More, Esmerine - Emy Storey (Art Director, Designer, Fotograf), Becca McFarlane and Pamela Littky (Fotografen) – Crybaby, Tegan and Sara - Jud Haynes (Art Director, Designer) – Kubasongs, Kubasonics - Kee Avil (Art Director), Lawrence Fafard (Fotograf) – Crease, Kee Avil - Lights (Art Director, illustrator), Virgilio Tzaj (Designer), Matt Barnes (Fotograf) – PEP, Lights | Floria Sigismondi – Unholy (Sam Smith and Kim Petras) - Emma Higgins – Fraud (Jessie Reyez) - Karena Evans – Have Mercy (Chlöe) - Mayumi Yoshida – Different Than Before (Amanda Sum) - Sterling Larose – Remember Me for Me (SonReal and Lily Moore) |
| MusiCounts Teacher of the Year | |
| Jewel Casselman, Lakewood School, Winnipeg, MB - Susan Avoy, St. Teresa’s Elementary & Waterford Valley High School, St. John’s, NL - Stephen Richardson, École St. Joseph, Yellowknife, NT - Kelly Stronach, Mitchell Woods Public School, Guelph, ON - Heidi Wood, Joane Cardinal-Schubert High School, Calgary, AB | |

## Special Awards

### Canadian Music Hall of Fame
- Nickelback[6]

### Walt Grealis Special Achievement Award
- Ron Sakamoto